# Sevdalinka
Sevdalinka – tradycyjny gatunek muzyki ludowej pochodzący z Bośni i Hercegowiny, określana czasem w skrócie jako sevdah. Nazwa pochodzi od tureckiego słowa sevdah oznaczającego „miłość”.
Sevdalinka to narodowa muzyka Bośni i Hercegowiny, ale jest także popularna w całej byłej Jugosławii, szczególnie w Serbii, Czarnogórze i Macedonii. Jej korzenie sięgają ery dominacji Imperium Osmańskiego na Półwyspie Bałkańskim. Twórcy tej muzyki nie są znani.
W terminologii muzycznej sevdalinka charakteryzuje się zwolnionym, umiarkowanym tempem i rytmem oraz bogatą harmonią, pozostawiającą w słuchaczu uczucie melancholii. Pieśni-sevdalinki są bardzo starannie opracowane, przepełnione uczuciami i śpiewane tradycyjnie z pasją i zapałem. Połączenie Orientu z elementami kultury sefardyjskiej powoduje, że ten styl muzyczny wyróżnia się spośród innych rodzajów muzyki ludowej z Bałkanów. Pieśniarz często nadaje tempo i rytm piosence, dzięki czemu różnią się one od całego utworu. Zazwyczaj sevdalinki są adresowane do kobiet, większość pieśni porusza ich problemy miłosne, nieszczęśliwe i niespełnione zakochanie, niektóre dotyczą pragnienia fizycznej miłości, inne natomiast zawierają elementy komiczne. Nazwa pochodzi z jęz. tureckiego, gdzie słowo sevda znaczy „miłość”. Obecnie są one częściej wykonywane przez mężczyzn. W starych tradycjach nie używano żadnych instrumentów, stąd też opracowanie harmonii. Nowoczesne interpretacje są następujące: mała orkiestra zawierająca akordeon (najbardziej widoczny), skrzypce, gitary nylonowo-strunowe i/lub inne instrumenty smyczkowe (okazjonalnie), flet lub klarnet (sporadycznie), w pozycji pionowej gitara basowa i werbel. Między zwrotkami można prawie zawsze usłyszeć akordeon czy skrzypce.

## Wykonawcy
Najbardziej znani XX-wieczni wykonawcy sevdalinki to: Zaim Imamović, Slobodan Lalić, Vuka Seherović, Sofka Nikolić, Mijat Mijatović, Bora Janjić, Nedeljko Bilkić, Himzo Polovina, Milutin Stojanović, Meho Puzić, Safet Isović, Nedžad Salković, Silvana Armenulić, Zehra Deović, Zora Dubljević, Ksenija Čicvarić, Nada Mamula, Hanka Paldum, Vida Pavlović, Beba Selimović, Radmila Jagodić, Andjelija Milić, Toše Proeski i Emina Zečaj.
Chociaż pieśni te wykonywali głównie bośniaccy pieśniarze, sevdalinki tworzyli też inni muzycy, m.in. Josipa Lisac („Omer Beže” wspólnie z Safetem Isoviciem), Bijelo dugme („Da zna zora”), Ibrica Jusić (w 2003 nagrał cały album zatytułowany „Amanet”, a w 2008 „Amanet 2”) oraz Jadranka Stojaković i Zdravko Čolić. Posłużyły też jako podstawa do kilku utworów Branimira „Johnny’ego” Štulića (jego zespół Azra wziął nazwę od wersetu sevdalinki).
Pod koniec lat 90. XX w. w Mostarze grupa muzyków założyła zespół Mostar Sevdah Reunion, który w następnym dziesięcioleciu stał się bardzo popularny jako wykonawca World music, otrzymując wiele nagród za współczesną interpretację sevdalinki i propagowanie jej wśród osób spoza Bośni i Hercegowiny.

## Pochodzenie
Historia sevdalinki nie jest dokładnie znana, chociaż za początek jej istnienia uważa się datę najazdu Turków na średniowieczne Bałkany. Nazwa sevdah pochodzi z jęz. tureckiego i wywodzi się od perskiego słowa soda (w znaczeniu ekstaza, melancholia lub miłosny smutek), które w pewnym momencie zostało wykorzystane przez lekarzy do opisania czarnej żółci, substancji używanej do kontroli ludzkich uczuć i emocji . Słowo to znalazło się w Bośni i Hercegowinie dzięki Turkom i jest do dziś używane w języku bośniackim, gdzie oznacza miłość, pieszczotliwy, tęsknotę (za bliską osobą), a także stanowi główny wątek sevdalinek. Stąd też ludzie z Bośni i Hercegowiny używają słowa „sevdalinka” i „sevdah” zamiennie dla tego gatunku muzyki ludowej, chociaż słowo „sevdah” może być używane również w innym znaczeniu. Bardzo możliwe, że portugalskie słowo Fado saudade ma to samo pochodzenie.